# Slobidka
Slobidka (în ucraineană Слобідка) este o așezare de tip urban din raionul Bârzula, regiunea Odesa, Ucraina.

## Demografie
Componența lingvistică a așezării de tip urban Slobidka
     Ucraineană (92,75%)
     Rusă (5,2%)
     Română (1,82%)
     Alte limbi (0,19%)
Conform recensământului din 2001, majoritatea populației așezării de tip urban Slobidka era vorbitoare de ucraineană (92,75%), existând în minoritate și vorbitori de rusă (5,2%) și română (1,82%).